# Minsk Sports Palace
La Minsk Sports Palace (in bielorusso Мінскі палац спорту?) è una arena polivalente situata nella città di Minsk.
L'Arena venne aperta nel 1966, e ha ospitato fino al 2001 le partite della Tivali Minsk. Dal 2004 al 2010 ha ospitato le partite della Dinamo Minsk.
Al suo interno si svolgono anche manifestazioni culturali, eventi e concerti.